# TAKA江川
TAKA江川（たか えがわ）は、FMラジオ番組のパーソナリティ。
長崎県佐世保市出身。23歳の時に上京し、29歳でNACK5においてDJデビュー。登場時の「みんな～、元気かいか～い!!」というハイテンションな決めゼリフが人気である。NACK5を中心に活躍し、過去にはインターFM、FM富士でも番組を担当していた。

## 出演
ラジオ川越　TAKA江川のお茶でも飲もう（水曜日　17：30～19：00)※生放送
ラジオ川越　Talk.Talk.Radio(土曜日　16:00〜19:00）※生放送

### 過去のTV出演番組
- みんなのニュース（フジテレビ）ニュースのナレーション
- NEWS23（TBSテレビ）ニュースのナレーション
- インターネットラジオで番組を担当
- スポーツ大MAX(日本テレビ)　ナレーション
- イブニング5（TBSテレビ）ニュースのナレーション

### 過去のラジオ出演番組
- チャンス・トゥ・チェンジ　毎週日曜日12：55～16：00(NACK5)　09年10月～11年3月（ナイターオフ番組）
- ALL JAPAN SUPER COUNT DOWN 03年4月～05年3月まで担当(NACK5)
- ALL JAPAN TOP100　93年12月～98年9月まで担当(NACK5)　※ユキ・ラインハートとコンビを組み人気番組に。
- ザ・ブリンク　97年4月～98年3月まで担当(NACK5)
- ザ・ヒット・オペレーション　95年10月～97年3月まで担当(NACK5)
- ザ・サンシャイン・コースト　01年4月～03年3月まで担当(NACK5)
- デビュー期待度ランキング(ミュージックバード）
- J-POP SOUND MAP(ミュージックバード)
- Misty Moon(FM富士)
- タチカラ　毎週木曜日15:00~17:00(FMたちかわ)
- モーニング・ステップス・フライデー(FMヨコハマ) ピンチヒッターDJ
- FMたちかわ 鷹の爪(鵜飼一嘉とダブルDJ)　毎週土曜日15：00～18：00